# Asyneuma comosiforme
Asyneuma comosiforme là loài thực vật có hoa trong họ Hoa chuông. Loài này được Hayek & Janch. mô tả khoa học đầu tiên năm 1921.